# Внукът на Дядо Коледа
„Внукът на Дядо Коледа“ е български телевизионен филм (детски, комедия) от 1998 година на режисьора Петър Бакалов, по сценарий на Мартин Караиванов. Оператор е Нестор Манолов. Музиката във филма е композирана от Юлиян Слабаков, а художник е Стефка Данчева.

## Актьорски състав
| Роля                           | Изпълнител        |
| ------------------------------ | ----------------- |
| майката на Лъчко и Асен        | Таня Димитрова    |
| бащата на Лъчко и Асен, актьор | Васил Бинев       |
| учителката                     | Ганета Атанасова  |
| хулиганът                      | Калоян Ленков     |
| Асен                           | Димитър Стефанов  |
| малкия Лъчко / Джингъл бой     | Христо Йовев      |
| дете                           | Теменуга Кръстева |
| дете                           | Яна Манева        |
| дете                           | Мария Георгиева   |
| дете                           | Теодора Андреева  |
| дете                           | Мартин Караиванов |
| чистачката                     | Ива Апостолова    |